# Togo aux Jeux paralympiques d'été de 2016
Le Togo participe  pour la première fois aux Jeux paralympiques à l'occasion des Jeux d'été de 2016 à Rio de Janeiro, du 7 au 18 septembre. Le pays est représenté par un unique athlète, en force athlétique (haltérophilie), et ne remporte pas de médaille.

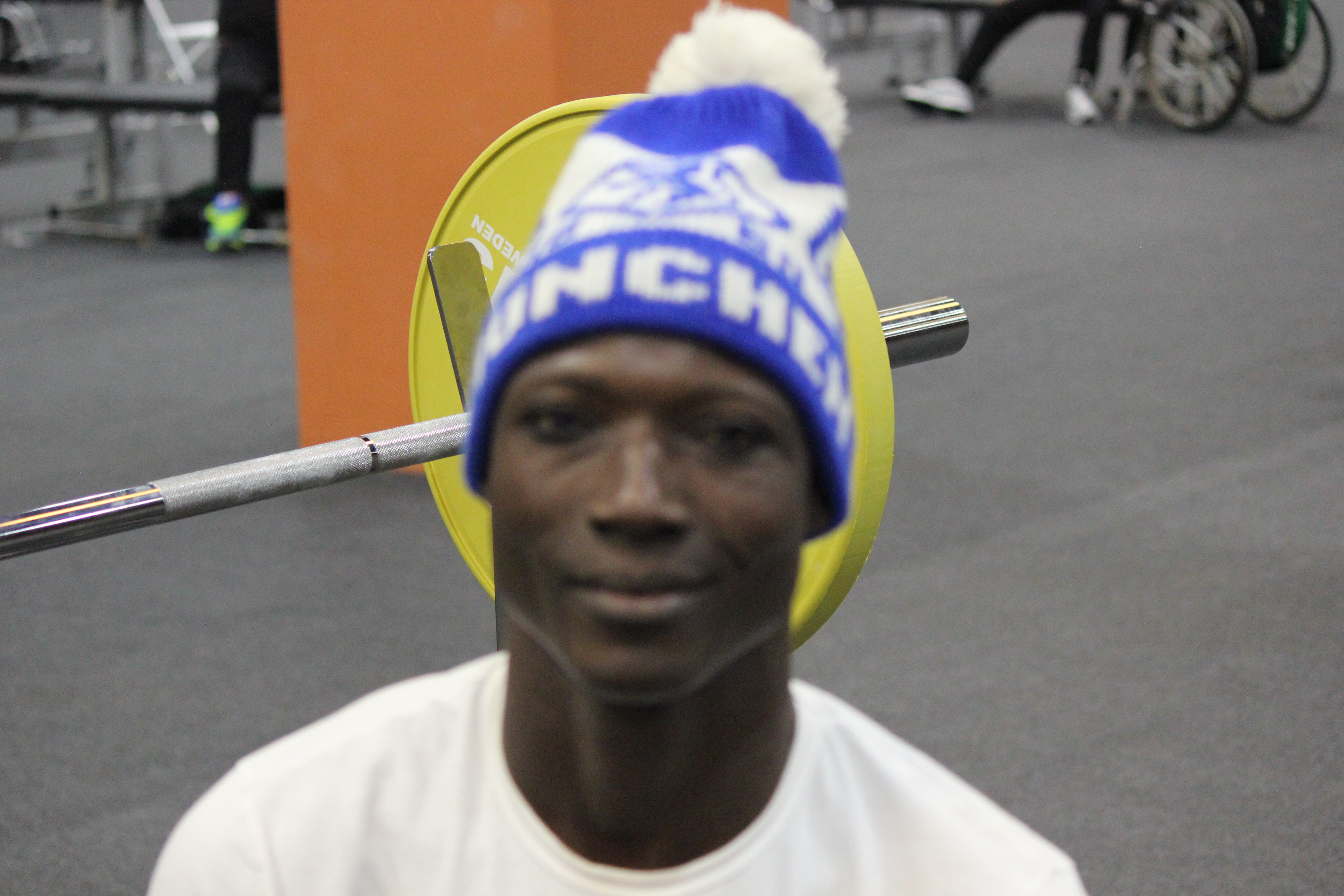
Aliou Bawa à Rio comme unique représentant du Togo.

## Athlètes engagés

### Force athlétique
Aliou Bawa, atteint de poliomyélite lorsqu'il était enfant et qui travaille comme coiffeur, concourt dans la catégorie des hommes de moins de 49 kg. Lors de ses trois tentatives, il n'obtient aucun résultat, et n'est donc pas classé.